# Korbinian Viechter
Korbinian Viechter (Großhöhenrain, 27 novembre 1914 – Ginsham, 12 febbraio 2006) è stato un militare tedesco, insignito della Croce di Cavaliere della Croce di Ferro nel corso della seconda guerra mondiale.

## Biografia
Nacque a Großhöhenrain il 27 novembre 1914. Dopo aver frequentato la scuola elementare, intraprese la professione di muratore. Tuttavia, con la reintroduzione della coscrizione generale nel 1934, dovette interrompere questa attività per un anno e mezzo. Il 3 aprile 1934 si arruolò nella Wehrmacht assegnato al Grenadier Regiment 19, appartenente alla 7. Infanterie-Division di stanza a Monaco. Entrato in contrasto con i suoi superiori fu posto in congedo come semplice fuciliere nell'ottobre 1935, al termine del servizio militare. Tornato alla sua professione, con l'imminente minaccia dello scoppio della guerra con la Polonia, alla fine dell'agosto 1939 fu richiamato in servizio attivo. Venne assegnato alla 4ª Compagnia, 320. Infanterie Regiment, 212. Infanterie-Division allora in fase di costituzione nella zona Rosenheim-Bad Aibling. Con questa unità visse il periodo a cavallo tra il 1939 e il 1940 come guardia di confine sulla Linea Sigfrido. Il comandante del suo battaglione riconobbe subito le sue capacità e lo inviò a un corso di addestramento per sottufficiali. Il 1° gennaio 1940 venne promosso sottufficiale e nominato capogruppo di una squadra lanciagranate.
Nel maggio-giugno 1940 partecipò alla battaglia di Francia, dove rimase ferito e fu insignito della Croce di Ferro di seconda classe il  9 luglio successivo. Dopo la fine della guerra con la Francia, la 212. Infanterie-Division rimase inizialmente lì come forza di occupazione e poi fece ritorno in Patria. All'interno del battaglione venne formato un intero plotone di lanciagranate di cui egli assunse il comando. Nei mesi successivi si assicurò che i giovani soldati ricevessero un addestramento approfondito, e venne promosso sergente il 1° marzo 1941.
Il 21 giugno 1941 iniziò l'invasione dell'Unione Sovietica (Operazione Barbarossa). Nell'ottobre del 1941 anche la 212. Infanterie-Division, rimasta fino ad allora in Germania, venne inviata sul fronte orientale. Prese parte a pesanti combattimenti nella zona di Leningrado e a cavallo tra il 1941 e il 1942 sul fiume Volchov, venendo insignito della Croce di Ferro di prima classe l'8 maggio 1942 e il distintivo per assalto della fanteria il 22 maggio; pochi giorni dopo fu promosso sergente maggiore.
Il 6 giugno 1942 fu ferito durante un combattimento e fu ricoverato in ospedale in Germania. Arrivò a Ingolstadt per riprendersi, e nell'agosto 1942 gli fu assegnato un nuovo incarico nella zona di addestramento militare di Hohenfels. Lì, in qualità di esperto combattente del fronte russo, collaborò all'addestramento dei giovani soldati in qualità di comandante di un'area di addestramento al combattimento nella foresta. Dopo il suo ritorno a Ingolstadt nel novembre 1942, venne impiegato lì come istruttore per gli aspiranti ufficiali.
Nell'aprile del 1943, il suo vecchio comandante di battaglione lo convinse a intraprendere la carriera di ufficiale, e così fu mandato a Wiener Neustadt per un corso di formazione. Al termine di questo corso, il 1° agosto 1943, fu promosso sottotenente della riserva e quindi mandato nuovamente sul fronte russo in forza alla 4ª Compagnia, 315. Grenadier Regiment, 167. Infanterie-Division in qualità di comandante di compagnia. Si distinse nei combattimenti nel settore meridionale, e quando i sovietici riuscirono a sfondare le linee della divisione alla fine di novembre  1943, egli riuscì a ricondurre con successo alcuni dei suoi uomini alle proprie linee. Rimasto di nuovo ferito, fu ricoverato in ospedale e poi andò brevemente in licenza a casa.
Nel febbraio 1944  si unì alla Führerreserve Süd e poco dopo fu assegnato al 42. Grenadier Regiment, 46. Infanterie-Division, come comandante della 4ª Compagnia. Le forze tedesche sul fronte orientale continuarono a ritirarsi. Dopo il ritorno della divisione dalla Romania, alla fine di settembre 1944, essa fu minacciata di accerchiamento dalle unità russe in avanzata nei Carpazi. Ad egli venne affidato il compito di bloccare un'importante via di accesso con un'unità rapidamente costituita, consentendo così al resto della divisione di ritirarsi. Portò a termine questo incarico senza perdere nessuno dei suoi uomini, ed il 20 ottobre 1944 fu insignito della Croce di Cavaliere della Croce di Ferro e promosso tenente della riserva.
Rimasto nuovamente ferito nei combattimenti successivi, dopo una breve licenza a casa, alla fine del mese di ottobre ritornò al fronte e assunse l'incarico di comandante della 13ª Compagnia del 42. Grenadier Regiment. Prese parte alle battaglie difensive del 1945 in Ungheria e Slovacchia, rimanendo gravemente ferito il 28 aprile 1945, pochi giorni prima della fine della guerra. Era la sua nona ferita e ricevette il distintivo per feriti in oro e il distintivo per combattimenti ravvicinati in argento.
Completamente indifeso a causa delle ferite riportate, come molti dei suoi compagni, venne fatto prigioniero di guerra dai sovietici. Dopo essere guarito, nel settembre 1945 tornò in Unione Sovietica, assegnato ad un campo di prigionieri di guerra nel Caucaso. Anche in questo caso si schierò sempre dalla parte degli uomini a lui affidati, ed in uno scontro con le guardie russe nel dicembre di quell'anno, riportò una grave ferita alla testa. Si salvò solo grazie l'abilità di un medico russo e alla protezione di un giovane ufficiale dell'NKVD che gli evitò una condanna. All'inizio del 1950 fece ritorno nella sua città natale. Si spense a Ginsham il 12 febbraio 2006.